# 倶利伽羅峠の戦い
倶利伽羅峠の戦い（くりからとうげのたたかい、倶梨伽羅峠の戦い）、または、砺波山の戦い（となみやまのたたかい、礪波山の戦い）は、平安時代末期の寿永2年5月11日（1183年6月2日）に、越中・加賀国の国境にある砺波山の倶利伽羅峠（現富山県小矢部市-石川県河北郡津幡町）で源義仲軍と平維盛率いる平家軍との間で戦われた合戦。治承・寿永の乱における戦いの一つ。

## 経過

### 木曽義仲の北陸道進出
治承4年（1180年）、以仁王の平家追討の令旨に応じて信濃国で挙兵した源義仲は、翌治承5年（1181年）に平家方の城助職の大軍を横田河原の戦いで破り、その勢力を北陸道方面に大きく広げた。
『平家物語』には横田河原の勝利に呼応して「北陸道七ヶ国の兵共」ら北陸の武士団が木曽義仲勢への参加を表明したと記され、九条兼実の日記である『玉葉』にも治承5年7月末時点で越中・加賀・能登の国人が「東国と意を同じくし」 反平家の動きを見せていることが伝えられている。実際に、義仲による能登国国衙領四ヶ所地頭職の補任（治承5年11月24日付）、越中国石黒荘弘瀬郷の安堵（治承6年2月付）にかかる記録が残されており、治承5年から治承6年にかけて既に義仲勢は信濃から北陸道に及ぶ広域的権力へと成長していたようである。
ただし、越前・加賀等の北陸道南西部では治承・寿永の乱勃発以前から白山宮を中核とする反権門闘争が起こっており、北陸道での反平家運動の全てが義仲の意を受けたものではなかった点には注意が必要である。浅香年木は越前・加賀等の反権門勢力を「兵僧連合」と呼称し、兵僧連合が実質的に義仲の指揮下に入ったのは後述する火打城の戦いでの敗北以後のこととする。このことは、倶利伽羅合戦以前の義仲の動向が全く京に伝わっていないこと、むしろこの方面の軍団の首領は甲斐武田家と京では認識されていたことからも裏付けられる。
このような情勢を受けて、寿永2年（1183年）4月、平家は平維盛を総大将とする10万騎の大軍を北陸道へ差し向けた。

### 緒戦
北陸道に入った平家軍は越前国の火打城の戦いで勝利し、義仲軍は越中国へ後退を余儀なくされた。だが5月9日明け方、加賀国より軍を進め般若野（はんにゃの、現・富山県高岡市南部から砺波市東部）の地で兵を休めていた平氏軍先遣隊平盛俊の軍が、木曾義仲軍の先遣隊である義仲四天王の一人・今井兼平軍に奇襲されて戦況不利に陥り、平盛俊軍は全滅してしまった（般若野の戦い）。ただし、「般若野の戦い」について『平家物語』諸本は全く言及せず、『源平盛衰記』にのみ見られる戦いのため、実在を疑う説もある。
一方、義仲率いる本隊は越中国に入ると六動寺（現六道寺地区）に着陣し、射水川（現在の庄川・小矢部川が合流した河川）を挟んで対岸の越中国府（現伏木地区）に着到報告を行った。越中国府まで進出することは後白河院方人脈の越中国衙在庁官人層に対する軍事制圧を意味するため、敢えて義仲は射水川を渡河しなかったものとみられる。越中国衙は反平家的立場から義仲に協力的であったと考えられるが、だからこそ義仲は強圧的な要求ができず、越中兵の大規模動員を行えなかった。義仲軍の中では信濃勢のみで万騎を超すのに対し、この時義仲軍に加わった越中勢が石黒宮崎あわせて500騎余りしかいなかったとされるのは、このような背景があったためと考えられる。

### 軍議
一旦後退した平家軍は、能登国志雄山（志保山とも。現・宝達山から北に望む一帯の山々）に平通盛・平知度の3万余騎、加賀国と越中国の国境の砺波山に平維盛・平行盛・平忠度らの7万余騎の二手に分かれて陣を敷いた。
一方、義仲軍は六動寺から「池原の般若野（「源平盛衰記』では般若野御河端）」に移って軍議を開いたとされるが、この地は現在の砺波市栴檀野地区池原に相当する。池原の地は婦負郡・射水郡・砺波郡の境界線上にある上、砺波郡式内社格の荊波神社が位置しており、ここで義仲軍は現地の石黒勢と合流した上で荊波神社での神事執行により結束を誓ったのであろう。『平家物語』等では描写されないが、越中国衙が公的には義仲勢の進軍に協力しないのに対し、石黒光弘ら在地武士は高瀬神社・荊波神社といった砺波郡内の有力神社での神前行事を経ることで義仲勢への参加を公的行事として昇華したものとみられる。
般若野で開かれた軍議では、平家方が再び砺波平野まで進出すると騎馬が主体の戦いとなり源氏方に不利であるとの指摘がなされ、機先を制して倶利伽羅峠の隘路を掌握し山中での急襲によって敵軍を壊滅すべしとの案が採用された。そこでまず、信濃の国人保科を先遣隊として砺波山東麓の日宮林（現小矢部市蓮沼の日埜宮社）に派遣し、本隊は軍の再編を行った。『源平盛衰記』によると義仲軍は（1）源行家の部隊、（2）根井小弥太の部隊、（3）今井兼平の部隊、（4）樋口兼光の部隊、（5）余田次郎らの部隊、（6）巴御前の部隊、（7）義仲率いる本隊、の7手に分かれて進軍したとされる。

### 合戦
5月11日、義仲は源行家、楯親忠の兵を志雄山へ向け牽制させ、義仲本隊は砺波山へ向かった。この時義仲軍は「中田通」を通って加越国境方面へ進んだとみられ、現在も高岡市中田地区から倶利伽羅峠を結んだ線上に義仲が弓で地を穿つと清水が生じ将士の喉を潤したとされる高岡市中田常国地区の弓の清水古戦場、義仲軍が昼飯を取ったとされる砺波市小島地区の午飯岡碑、義仲が戦勝祈願したとされる砺波市西宮森地区の川田八幡宮、といった木曽義仲にまつわる史跡が残されている。砺波山に到着した義仲は埴生八幡宮に対して願文を奉納しているが、これは後述するように摂津源氏との連立を表明する意図があったものと推定される。
義仲は昼間はさしたる合戦もなく過ごして平家軍の油断を誘い今井兼平の兄で義仲四天王のもう一人・樋口兼光の一隊をひそかに平家軍の背後に回りこませ作戦を実行した。
平家軍が寝静まった夜間に、義仲軍は突如大きな音を立てながら攻撃を仕掛けた。浮き足立った平家軍は撤退しようとするが退路は樋口兼光に押さえられていた。大混乱に陥った平家軍7万余騎は唯一敵が攻め寄せてこない方向へと我先に脱出ようとするが、そこは倶利伽羅峠の断崖だった。平家軍はそれが分からず将兵が次々に谷底に転落して壊滅した。平家は、義仲追討軍10万の大半を失い、平維盛は這々の体で加賀国へ退却した。
『玉葉』には「官軍（平家軍）の先鋒が勝ちに乗じ、越中国に入った。義仲と行家および他の源氏らと戦う。官軍は敗れ、過半の兵が死んだ」とのみ記されている。また『源平盛衰記』には、義仲が400～500頭の牛の角に松明をつけて平家軍に突進させ谷底へ落としたという「火牛の計」のエピソードを載せるが、『平家物語』諸写本には全く見られない記述であり、この逸話は中国の戦国時代に斉の将軍・田単が、火牛の計で燕軍を破った故事をもとに創作されたと考えられている。
この戦いと篠原の戦いに大勝した源義仲は平氏がひるんだすきに京へ向けて進撃を開始し、同年7月に遂に念願の上洛を果たす。大軍を失った平家はもはや戦力不足で防戦のしようがなく、安徳天皇を伴って京から西国へ落ち延びた。

## 勝因・敗因

### 平家方の敗因

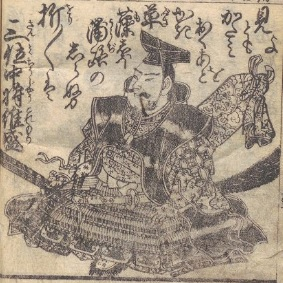
平維盛像（歌川貞秀画）

「倶利伽羅峠の戦い」における平家方の敗因について、『平家物語』諸本の中でも延慶本のみ下記のような逸話を記している。
これに関連して、『玉葉』は倶利伽羅合戦後に起こった篠原の戦いの敗因として「彼三人（平盛俊・平景家・平忠経）の郎等、大将軍（平維盛）等が、権益を相争っていた」ことを挙げている。この二つの記録は、平家方の軍勢内で作戦上の方針の相違や指揮権をめぐる確執が存在していたこと、このような内部対立が北陸方面での諸戦闘の敗因になったと同時代の人間が認識していたことを示している。

### 源氏方の勝因

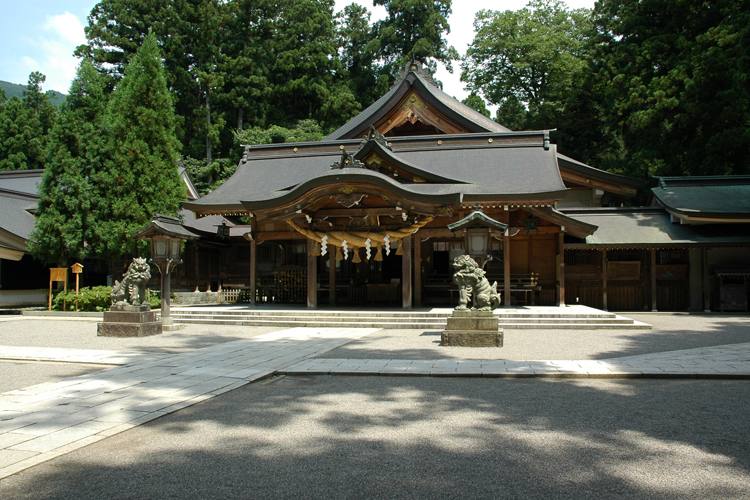
現在の白山本宮境内

義仲勢の勝因について、延慶本『平家物語』のみは「合戦後、倶利伽羅峠の谷底から白山に由来する金剣宮が発見され、義仲はこれを見て『白山権現のお計らいによって平家勢を滅ぼすことができたのだ』と語り、白山に神馬・所領を寄進した」という逸話を伝える。この点について、浅香年木は前述したように治承・寿永の乱勃発以前から白山宮にまつわる荘園各所で反体制的な運動が見えることに注目し、このような勢力を「兵僧連合」と呼称する。すなわち、白山権現の加護を強調する記述は、白山宮の兵僧連合＝北陸道在地勢力を義仲が上手く取り組むことができたことが勝利につながったことを示唆するものであると考えられる。久保尚文も義仲は単に独力で勢力を拡大し平家を討ったのではなく、摂津源氏・土岐源氏といった在京武士と結びつき正当性を担保することによって成功を収めたと考えるべきであると指摘している。
もっとも、『平家物語』等が伝える木曽義仲による白山宮への寄進は他の史料で確認できないため、空約束となって実現には至らなかったようである。そして、浅香年木は倶利伽羅合戦後に白山宮に代表される「兵僧連合」との提携工作を十分に行えないままに上京してしまったことが、倶利迦羅合戦とは逆に義仲の没落の原因になったと推定している。

## 英雄物語としての「倶利伽羅合戦」の見直し

義仲館の銅像。巴御前と並ぶ

越中中世史研究の専門家である久保尚文は、一連の研究の中で倶利伽羅合戦を義仲個人の英雄譚と位置付ける『平家物語』的な史観の見直しを行っている。上述したように、越中国内に入ってから義仲が行った「池原の般若野での軍議」、「埴生八幡宮での願文」は『平家物語』諸本で簡単に扱われているが、実際には義仲軍の正当性を確固たるものとするためのものであったと論証している。
例えば、埴生八幡宮での願文については、『平家物語』や『吾妻鏡』に見える「埴生弥太郎盛兼」が摂津源氏と縁の深い人物であることに注目する。長門本『平家物語』は「いなばの国住人弥太郎もりかね」が源頼政・仲綱が自害する場に居合わせたとし、『吾妻鏡』養和元年11月11日条は「入道源三位卿（頼政）の縁者」埴生弥太郎盛兼が宇治合戦以後蟄居していたものの平宗守の派遣した勇士に発見され自害した逸話を伝える。これらの記録から「埴生弥太郎盛兼」は源頼政の一族（＝摂津源氏）に縁深い人物であったことが分かり、砺波山一帯には坂田金時ら摂津源氏被官の伝承が残されていることもあわせると、埴生八幡宮の勧請・運営に摂津源氏が関与していたことが示唆される。久保尚文は以上の議論を踏まえ、木曽義仲が埴生八幡宮を訪れたのは単に戦勝祈願のためではなく、義仲勢と摂津源氏の連立を表明するという意図を有していたことを指摘している。
また、久保尚文は通説における「越中国は平家方の知行国であったが在地武士（石黒・宮崎党）の協力を得て義仲方によって掌握された」という見方にも疑問を呈し、越中では元来徳大寺家や摂津源氏といった反平家方の影響力が強かったことを明らかにした。確かに能登国では在地領主が叛乱を起こして国衙を奪取した事件が起こっているが、越中ではそのような事件は全く記録されていない。むしろ、越中国衙は徳大寺家や摂津源氏といった反平家方の影響力が強かったがために当初から義仲に協力的で、だからこそ義仲方に軍事制圧されるようなことがなかったと考えるべきである。倶利伽羅合戦で義仲に味方した越中勢が極めて少ないのも、越中国内の武士の大部分は国衙の指揮下に入り義仲の下に参陣していなかったためと考えられる。
以上の論考を踏まえ、久保は反平家方の影響力が強かった越中国衙は当初から義仲に協力的で、「それゆえに」義仲方に軍事制圧されず従来の機能を保っていたと指摘する。以仁王の令旨以外にさしたる正当性を有しなかった義仲は、摂津源氏等の在京武士と結びつくことで勢力を拡大し、更に北陸宮の推戴を経て正当性を担保することによってはじめて公的に京を目指した。「池原の般若野での軍議」や「埴生八幡宮での願文」はまさにこのような義仲の正当性を再確認する行事に外ならなかったと考えられる。
『平家物語』等の軍記物は入京後の義仲が孤立していったのは義仲個人の資質-「戦には強いが政事には疎かった悲劇の英雄」という性格-によるものとし、後世の史家も『平家物語』の提示する史観を踏襲してきた。しかし久保は、「平家を討って京を奪還する」という共通の目的で義仲と協力体制にあった摂津源氏・土岐源氏が、入京後に後白河院方に復帰してしまったことにより「義仲個人の」軍事力・正当性が弱体化してしまったという側面を有していることを指摘している。『平家物語』は幾多の英雄物語によって構成されており、義仲物語もその一つであるが、このような英雄物語から零れ落ちた歴史事実が存在することに注意を払うべきである、と久保は述べている。